# Pěnišník velkolistý
Pěnišník velkolistý (Rhododendron macrophyllum) (anglicky zvaný Pacific Rhododendron, Coast Rhododendron nebo Big Leaf Rhododendron) je stálezelený druh pěnišníku pocházející ze západu Severní Ameriky. Je to národní rostlina státu Washington.

## Rozšíření
Pěnišník velkolistý je rozšířen podél pobřeží Tichého oceánu, od Britské Kolumbie po střední Kalifornii, hojně se také vyskytuje v Pobřežních horách (Coast Mountains) a Kaskádovém pohoří (Cascade Range). Oregonská řeka Siuslaw rozděluje areál výskytu druhu na větší jižní a menší severní část. Severní hranice výskytu probíhá jen několik kilometrů severně od kanadsko-amerických hranic v Britské Kolumbii, na jihu areál výskytu dosahuje až na pobřeží Montereyova zálivu (Monterey Bay) v Kalifornii. Vyskytuje se především v blízkosti pobřeží, ale je rozšířena i v Kaskádovém pohoří.
Podobně jako mnohé jiné severoamerické pěnišníky roste pěnišník velkolistý zejména na narušených stanovištích, jako jsou okraje silnic a čerstvě odlesněná půda. Roste také na vypalovaných místech a rychle obráží ze zachovaných kořenů.

## Popis
Pěnišník velkolistý je dva až devět metrů vysoký keř. Listy jsou 7 až 23 cm dlouhé a 3 až 7 cm široké a na keři vytrvávají dva nebo tři roky. Květy jsou 3 až 4 cm dlouhé, pětičetné. Většinou jsou růžové, existují však i jinobarevné varianty.

## Historie
Pěnišník velkolistý objevil v květnu 1792 skotský chirurg a botanik Archibald Menzies na pobřeží zálivu Discovery Bay ve státě Washington během expedice s George Vancouverem po vyplutí z Havajských ostrovů. Rostl zde společně se stromem planika Menziesova (Arbutus menziesii). Až v roce 1850 ale poslal semena tohoto pěnišníku do Anglie sběratel William Lobb.
V posledních letech byl tento pěnišník v ohnisku zájmu výzkumné botanické zahrady ve Federal Way ve Washingtonu, která je částí projektu WNARSP, jenž zkoumá rozšíření a formy všech rododendronů rostoucích na západě Severní Ameriky.